# Cellarinella njegovanae
Cellarinella njegovanae är en mossdjursart som beskrevs av Rogick 1956. Cellarinella njegovanae ingår i släktet Cellarinella och familjen Sclerodomidae. Inga underarter finns listade i Catalogue of Life.